# Karel Svolinský
Karel Svolinský (14 janvier 1896, Svatý Kopeček près d'Olomouc + 16 septembre 1986, Prague) est un peintre tchécoslovaque, illustrateur et scénographe.

## Biographie
Entre 1910 et 1916, il apprend la sculpture sur bois puis est élève à l'École des arts appliqués de Prague avec František Kysela pour professeur.
À partir du milieu des années 1920, il expose dans le pays et à l’étranger. Il est membre du cercle artistique Mánes et du groupe Hollar. 
En 1928 et 1937, il participe à l’Exposition internationale des arts et techniques de Paris, où il est récompensé par une médaille d’or et un Grand Prix.
En 1954 et 1956, il représente la Tchécoslovaquie à la Biennale de Venise et lors de l’Expo '58 de Bruxelles. S’ensuivront nombre d’autres expositions individuelles et de revues internationales, avant tout dans le domaine du graphisme pour livres et des illustrations.

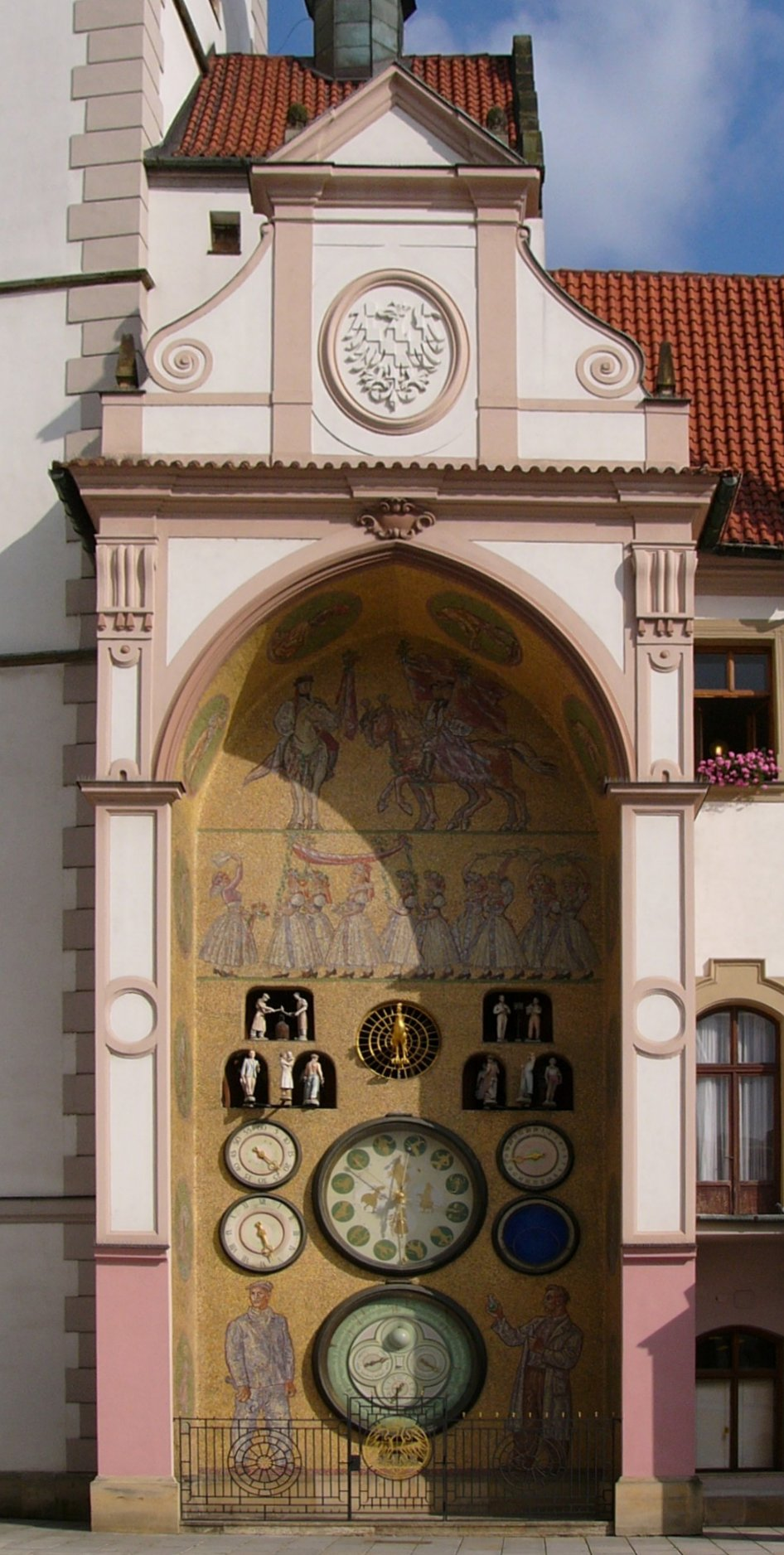
Horloge astronomique du beffroi de l'hôtel de ville d'Olomouc.

Entre 1945 et 1970, il est professeur à l’École des arts appliqués de Prague.

## Théâtre
Il a mis en scène des pièces de théâtre, dont la plus connue est La Fiancée vendue de Bedřich Smetana ou Jenufa de Leoš Janáček.

## Commandes publiques
Entre 1949 et 1954 il se consacre à la décoration en mosaïque de l’horloge du beffroi d’Olomouc (il est originaire de la région et le beffroi a été endommagé pendant la Seconde Guerre mondiale). Il a recours à un style presque naïf, très - trop ! - proche du réalisme socialiste, pour illustrer la vie des habitants de la ville et des campagnes environnantes en puisant dans les thèmes folkloriques moraves. Il est sévèrement jugé en Tchécoslovaquie pour cette « compromission » artistique avec le régime communiste.
Il s‘est aussi emparé de tâches monumentales, par exemple la conception des vitraux de la chapelle de la maison de Schwarzenberg dans la cathédrale Saint-Guy de Prague dont le chantier s'achève alors.